# フェルマー (ドイツ)
フェルマー  (ドイツ語: Vellmar, ドイツ語発音: [ˈfɛlmar]) は、ドイツ連邦共和国ヘッセン州北部のカッセル郡に属す小都市である。この街は人口 18,622人で、本郡で2番目に大きな街である。

## 地理

### 位置
フェルマーは大都市カッセルの北の市境に接しており、両市は多くの場所で互いに建て込んでいる。この街のおおむね西北西から南東に向かってフルダ川の支流であるアーネ川が流れ、その河畔に近郊保養地のアーネパルクがある。この街は、アーネ川がこの街から離れる付近の海抜 163 m から北西に隆起するシュタウフェンベルク山頂の海抜 361.2 m にかけて位置している。フェルマーの野外プールの近くでラインバッハが、バーンホーフシュトラーセ（駅前通り）とホレンディシェ・シュトラーセ（オランダ通り）との交差点の近くでエルシュ川が、グルントヴェク近くでホプフェンベルクからの小川がそれぞれアーネ川に合流する。近隣の中低山地には西のハービヒツヴァルダー・ベルクラント（614.7 m まで）と北東のラインハルトの森（472.2 m まで）がある。

### 隣接する市町村
フェルマーは、西はアーナタール、北西はカルデン、北はエスペナウ、東はフルダタール（いずれもカッセル郡）、そして南は郡独立市カッセルと境を接している。

## 歴史
フェルマーは、早くも775年に Filmare として記録されている。現在のフェルマー市内で最も古い定住の証拠は約 8,000年までの挽き臼の石である。
都市権は、この最初の記録から1200年祭を祝ったのを機会に1975年8月30日に与えられた。これはバウナタールとともにカッセル郡で最も新しい市である。同時に1980年代半ばまでに市庁舎、オフィス、病院、住宅地「ムジーカーフィールテル」を有する市の中心部が形成された。また、この頃にオスターベルク沿いの住宅地や産業用地「アン・デア・ケムパーブリュッケ」が開発された。

## 行政

### 議会
この街の市議会は37議席からなる。

### 姉妹都市
フェルマーは以下の姉妹都市協定を締結している。
- ツェル・アム・ゼー(Zell am See)（オーストリア、ザルツブルク州）1978年
- ビュードリー(Bewdley)（イギリス、ウスターシャー）1989年
- Szigetszentmárton（ハンガリー）1993年

## 文化と見所

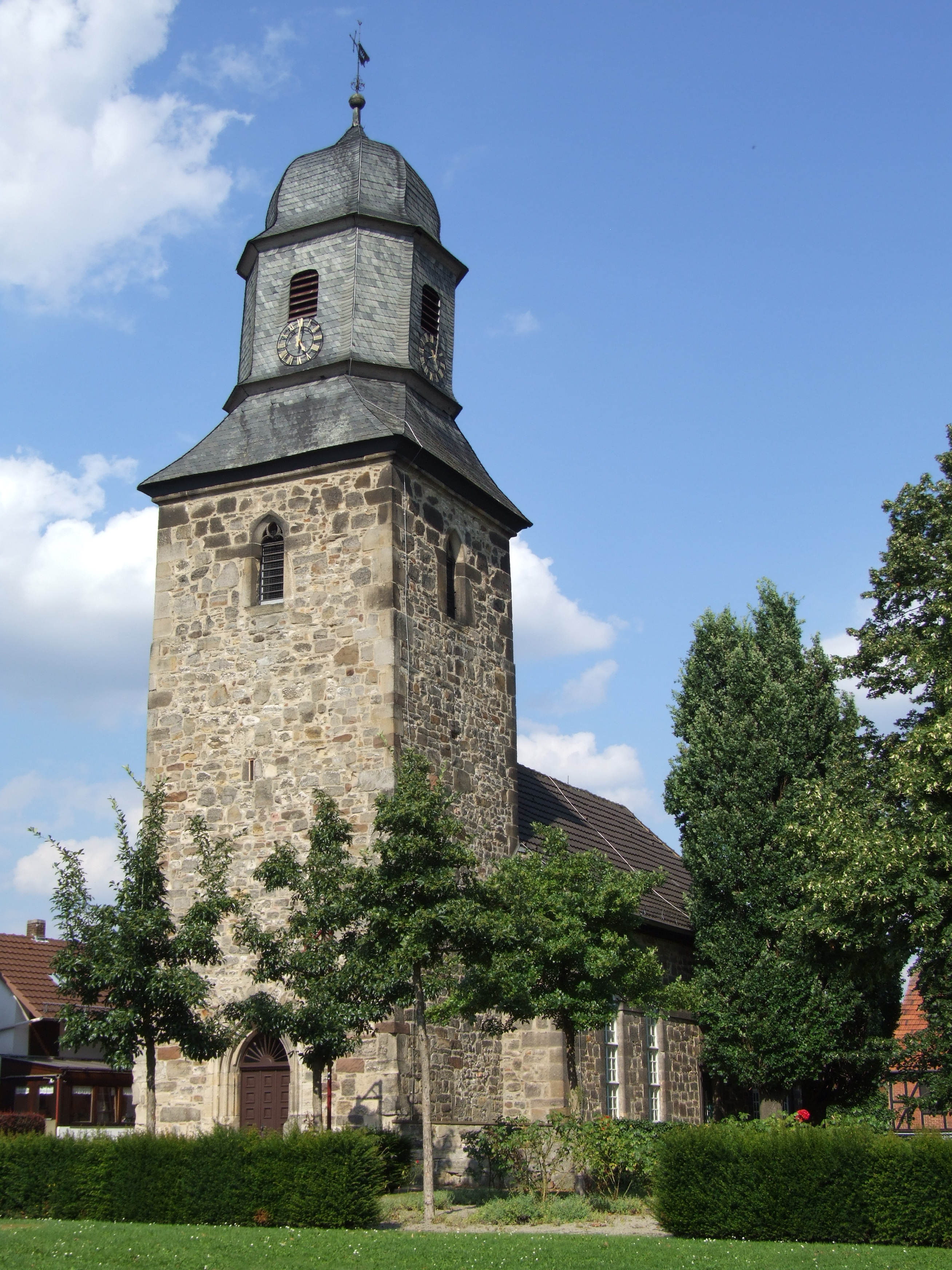
オーヴァーフェルマー区のプロテスタント教会

約 850年前のフロンマースハウゼン区のプロテスタントの教会堂は一部が後期ゴシック様式である。
オーバーフェルマー区の教区教会は後期ゴシック様式の西塔を呈している。1616年に新築された本堂は1824年に古典主義様式に拡張された。この教会のオルガンはオルガン製作者一家のヘーレン家によって1773年に製作された。
1986年から存在するアーネパルクは、合計 9 ha の水域と数多くのスポーツ施設や文化施設がある。この公園のハイライトは、18日間におよぶテントフェスティバルの「ゾンマー・イム・パルク」（直訳すると「公園の夏」）で、伝統的な公園の祭と結びついた公演プログラムが組まれている。
フェルマー歴史サークル e.V. は、1790年に建造されたホーフ・ヘルゼ内に、2004年から郷土博物館を運営している。
北ヘッセン遊歩道のメルヒェンラントヴェクのシェーファーベルク - カッセル区間がフェルマー市内を通っている。
2013年にはフェルマーで、州の祭、第53回ヘッセンの日が開催されることになっている。

## 経済と社会資本

### 交通
フェルマーは、オーバーフェルマー駅、フェルマー＝オスターベルク/EKZ 駅（レギオトラム/レギオナルバーン・カッセルとクアヘッセン鉄道）およびニーダーフェルマー駅（ハレ - カッセル鉄道）によって鉄道網およびレギオトラムのネットワークに接続している。また、市内を高速道路仕様の共用区間として走っている連邦道B7号線およびB83号線によって道路網に接続している。さらに2011年10月からは、カッセル路面電車1号線のこの町を通るルートが延伸されることでこの路線にも接続することになる。

## 引用
1. ↑  Hessisches Statistisches Landesamt: Bevölkerung in Hessen am 31.12.2023 (Landkreise, kreisfreie Städte und Gemeinden, Einwohnerzahlen auf Grundlage des Zensus 2011)]
2. ↑  Max Mangold, ed (2005). Duden, Aussprachewörterbuch (6 ed.). Dudenverl. p. 813. ISBN 978-3-411-04066-7
3. ↑  Geschichtskreis Vellmar e. V.（フェルマー歴史サークル）による街の歴史に関する情報ページ
4. ↑  hsl.de の選挙結果
5. ↑  フェルマー歴史サークル e.V. に関する情報
6. ↑  メルヒェンラントヴェクのフェルマーを通る部分の情報